# Pháp lệnh Phát triển Thanh thiếu niên lành mạnh của Chính quyền Thủ đô Tōkyō
Pháp lệnh Phát triển Thanh thiếu niên lành mạnh của Chính quyền Thủ đô Tōkyō (東京都青少年の健全な育成に関する条例 Tōkyō-to Seishōnen no Kenzen na Ikusei ni Kansuru Jōrei) là một pháp lệnh địa phương được thông qua tại Đại hội đồng Thủ đô Tōkyō, Nhật Bản năm 1964. Mục đính của nó là thúc đẩy sự phát triển lành mạnh của công chúng dưới 18 tuổi bằng cách hạn chế sự tiếp cận của họ đối với các loại hình văn hóa đã công bố được xem là có hại. Những hạn chế chủ yếu thực hiện thông qua quy chế tự do của ngành công nghiệp xuất bản. Pháp lệnh được sửa đổi và gây ra nhiều vấn đề tranh cãi vào những tháng cuối năm 2010 khi mở rộng khái niệm thế nào là một "ấn phẩm độc hại", cùng nhiều lý do khác giúp Đại hội đồng thủ đô nhằm thực thi quyền hạn quy định của pháp luật. Pháp lệnh, hay còn gọi là Bộ luật số 156, đã được Đại hội đồng chính thức thông qua ngày 15 tháng 12 năm 2010. Thời gian áp dụng bộ luật là từ ngày 1 tháng 7 năm 2011 và luật sẽ có hiệu lực hoàn toàn vào ngày 1 tháng 7 năm 2011.

## Giới thiệu
Mục tiêu của pháp lệnh là hạn chế hay ngăn cấm trẻ em từ dưới 18 tuổi sử dụng các văn hóa phẩm được xem là "độc hại", nhằm mục đích thúc đẩy sự phát triển lành mạnh của thanh niên. Những loại hình văn hóa được kiến nghị bao gồm manga, anime, trò chơi điện tử và nhiều loại sản phẩm truyền thông đại chúng khác. Khái niệm đưa ra là một sản phẩm quá gợi dục, quá bạo lực đối với trẻ em, hay có thể đưa đẩy trẻ em đến tự tử, vào loại "xuất bản phẩm độc hại", và buộc những sản phẩm ấy phải được coi là sản phẩm dành riêng cho người lớn.
Chính quyền Thủ đô Tōkyō là cơ quan đề cương pháp lệnh. Hiệp hội Nhà xuất bản Tạp chí Nhật Bản, Hội Nhà văn Nhật Bản và Ủy ban Đạo đức Ấn phẩm là những tổ chức đầu tiên lên tiếng phản đối pháp lệnh này.

## Các giai đoạn

### Tháng 2 năm 2005
Pháp lệnh coi Internet là một phương tiện cần đối phó, và các quy định đã được thêm vào để hỏi phụ huynh của trẻ em dưới 18 tuổi sử dụng bộ lọc từ các phần mềm diệt virus.

### Năm 2010

#### Sửa đổi đến hết tháng 2 năm 2010
Ngày 24 tháng 2 năm 2010, Đại hội đồng thủ đô đệ trình một đề xuất sửa đổi pháp lệnh, trong đó bất kì nhân vật nào trông như trẻ em, và coi hình dáng họ trong các tư thế mô tả tình dục hư cấu là cần phải được quan tâm xử lý một cách đặc biệt, hay đề cập trong bản dự thảo là "những đứa trẻ không tồn tại". Dự luật đã vấp phải sự phản đối kịch liệt từ các mangaka, ngành công nghiệp xuất bản, Hội nhà văn Nhật Bản và Liên đoàn Luật sư Nhật Bản, cuối cùng nó đã bị từ chối tại Đại hội đồng vào ngày 16 tháng 6 năm 2010.

#### Sửa đổi từ tháng 11 năm 2010
Sau thất bại của dự luật đầu tiên, Thống đốc Tōkyō Ishihara Shintarō đã tuyên bố sẽ đệ trình lại một văn bản sửa đổi khác trong cùng năm. Văn bản này, có tên không chính thức là Dự luật 156, đã được chính quyền đệ trình vào tháng 11 năm 2010. Nó đã loại bỏ thuật ngữ gây tranh cãi "những đứa trẻ trẻ không tồn tại" nhưng vẫn đề xuất hàng loạt thay đổi quan trọng trong bộ luật:
- Chính quyền Thủ đô có thẩm quyền đề xuất cách kiểm soát việc truy cập Internet của trẻ em ở các lứa tuổi khác nhau, tuy nhiên cần phải thông qua ý kiến của ngành truyền thông, các đại diện phụ huynh và các nhà giáo dục.
- Định nghĩa xuất bản phẩm độc hại được mở rộng và bao gồm "bất kỳ các manga, anime, hay hình ảnh (nhưng không bao gồm hình ảnh hay phim thực tế) mô tả các hành động tình dục hoặc giả tình dục mà ngoài đời là bất hợp pháp, hay các hành động tình dục hoặc giả tình dục giữa những người có quan hệ họ hàng gần mà luật pháp không cho phép kết hôn, mà trong đó các hình ảnh mô tả và/hoặc trình bày nhấn mạnh hay phóng đại một cách vô lý hành động nói trên."
- Bất kỳ nhà xuất bản nào có sáu xuất bản phẩm được coi là độc hại theo chuẩn mới trong khoảng thời gian 12 tháng sẽ được giao cho hội đồng tự kiểm soát thuộc ngành công nghiệp liên quan giải quyết. Nếu nhà xuất bản đó tiếp tục vi phạm trong vòng sáu tháng kế tiếp, Thống đốc có quyền công khai chỉ điểm bên vi phạm và nêu lý do tác phẩm của họ bị coi là vi phạm.
- Chính quyền Thủ đô có quyền "khuyến khích tạo ra một môi trường nơi mà truyện phim khiêu dâm trẻ em được loại bỏ và ngăn chặn việc sản xuất chúng". Dự luật đề cập cụ thể tới "bất kỳ tư thế gợi dục nào thể hiện qua hình ảnh trẻ em dưới 13 tuổi trong tình trạng khỏa thân hoàn toàn hay một phần, hoặc mặc đồ tắm hay chỉ mặc mỗi đồ lót, được đăng trong sách hay có trong phim ảnh", mặc dù vậy thì cũng như các điều khoản khác của dự luật, điều này chỉ áp dụng đối với tranh vẽ và hoạt hình, không áp dụng với ảnh chụp hay phim về trẻ em thực.
- Dự luật khẳng định vai trò của Chính quyền Thủ đô trong việc khuyến khích sử dụng Internet một cách an toàn và nâng cao nhận thức về những mối nguy hại mà phương tiện truyền thông này có thể gây ra.
- Các dịch vụ thanh lọc Internet nhằm bảo vệ trẻ em khỏi nội dung độc hại phải được phổ biến rộng rãi. Các bậc phụ huynh mong muốn loại bỏ việc thanh lọc khỏi điện thoại di động của con em mình phải nộp một bản yêu cầu được viết tay tới nhà cung cấp dịch vụ điện thoại của mình, và yêu cầu này phải xuất phát từ những lý do mà Chính quyền Thủ đô coi là hợp lý.
- Cha mẹ và người đỡ đầu có trách nhiệm đảm bảo con em mình sử dụng Internet một cách an toàn, hạn chế cho chúng tiếp xúc với các văn hóa phẩm độc hại.

Cũng như phiên bản trước, dự luật này cũng đã bị rất nhiều nhà văn, nhà xuất bản và luật sư phản đối. Tuy nhiên, Hiệp hội Phụ huynh – Giáo viên lại ủng hộ những sửa đổi này.
Dự luật 156 đã được Ủy ban Các Công việc chung của Đại hội đồng Thủ đô phê chuẩn vào ngày 13 tháng 12 năm 2010 và được toàn bộ Hội đồng thông qua vào hai ngày sau đó
. Ủy ban đã bổ sung một nghị quyết không có tính ràng buộc yêu cầu các nhà hành luật phải suy xét "giá trị dựa trên các tiêu chuẩn nghệ thuật, xã hội, giáo dục, và trào phúng" khi đánh giá các xuất bản phẩm theo luật sửa đổi. Chỉ có hai đảng chính trị nhỏ là Đảng Cộng sản Nhật Bản và Tokyo Seikatsusha Network phản đối dự luật. Dự luật sửa đổi sẽ chính thức có hiệu lực vào ngày 1 tháng 7 năm 2011.

## Phản đối
Nhiều nhà xuất bản, xưởng phim hoạt hình, cửa hàng và nhà sản xuất trò chơi điện tử đã lên tiếng phản đối kịch liệt pháp lệnh này Đề xuất lúc đầu bị chỉ trích bởi một nhóm mangaka, những người đã chuẩn bị một bản kiến nghị dành cho Quốc hội Tōkyō, trong đó có chữ ký của rất nhiều các cá nhân trong ngành công nghiệp anime và manga phản đối đạo luật. Sau khi dự luật được thông qua, một sự kiện chấn động đến toàn ngành công nghiệp đã xảy ra khi một nhóm các nhà xuất bản manga lớn được biết đến dưới tên Comic Big Ten (コミック10社会 Comikku 10 Shakai) đã công khai phản đối Dự luật 156 và các thành viên thuộc nhóm này đã công bố các kế hoạch tẩy chay Tokyo Anime Fair 2011 (sự kiện vốn do chính Thống đốc Ishihara, người đề xuất dự luật, chủ trì). Trên blog đăng vào hôm 13 tháng 12 năm 2010 của mình, Thủ tướng Nhật Bản Naoto Kan đã thể hiện mối lo ngài về ảnh hưởng của cuộc tẩy chay và thôi thúc các đảng phái liên quan hợp tác nhằm giải quyết tình hình. Đáp trả các động thái trên, Ishihara đã đưa ra những lời lẽ nhạo báng và xúc phạm đến các nhà xuất bản và otaku, càng khiến tình hình thêm căng thẳng.